# Tadeusz Kazimierz Żuliński
Tadeusz Kazimierz Żuliński (ur. 2 kwietnia 1910 w Rzeszowie, zm. 11 marca 1967 w Lublinie) – polski lekarz weterynarii, specjalista anatomii patologicznej zwierząt. 

## Historia
W latach 1928–1933 studiował we Lwowie weterynarię w Akademii Medycyny Weterynaryjnej oraz prawo (1933-1937) na Uniwersytecie Jana Kazimierza. Dyplom lekarza weterynarii otrzymał w 1933 r., a dyplom magistra prawa w 1937. Jeszcze przed uzyskaniem dyplomu lekarza wet. rozpoczął pracę naukową w Katedrze Anatomii Patologicznej Akademii Medycyny Weterynaryjnej we Lwowie i tej dyscyplinie naukowej pozostał wierny aż do śmierci. W 1935 na podstawie pracy pt. Wole rakowate u psów w obrazie anatomopatologicznym otrzymał stopień naukowy doktora medycyny weterynaryjnej. Wybuch II wojny światowej pokrzyżował plany naukowe związane z pracą w lwowskiej uczelni. Władze radziecki wprawdzie przyznały mu w 1940 stopień kandydata nauk oraz tytuł docenta, ale z uczelni był zmuszony odejść. W 1942 niemieckie władze okupacyjne skierowały dr T. Żulińskiego do Wydziału Weterynaryjnego PINGW w Puławach, powierzając zorganizowanie pracowni anatomopatologicznej. Po wyzwoleniu 1944 profesor T. Żuliński powrócił do pracy naukowej pełniąc jednocześnie funkcję kierownika Zakładu Anatomii Patologicznej na Wydziale Weterynaryjnym w Lublinie i Pracowni Patologii Komórkowej PIWet w Puławach. Był organizatorem i profesorem Zakładu Anatomii Patologicznej Państwowego Instytutu Weterynaryjnego – Państwowego Instytutu Badawczego w Puławach. W ciągu 22 lat swej działalności na lubelskim Wydziale prowadził wykłady z anatomii patologicznej i weterynarii sądowej, a przez pewien czas wykłady z ustawodawstwa i administracji weterynaryjnej oraz propedeutyki weterynaryjnej. W latach 1948–1957 wykładał weterynarię sądową oraz administrację i ustawodawstwo weterynaryjnej na Wydziale Weterynaryjnym w Warszawie. Do 1953 prowadził na Wydziale Rolniczym Uniwersytetu Marii Curie-Skłodowskiej w Lublinie wykłady z weterynarii i higieny zwierząt. Wykładał też w Wyższej Szkoły Rolniczej w Lublinie. W latach 1952–1963 pełnił z dużym zaangażowaniem funkcję dyrektora ds. naukowych w Państwowym Instytucie Weterynaryjnym. Habilitował się w 1945 na podstawie rozprawy pt. Studia anatomopatologiczne nad zakaźnym zapaleniem mózgu koni i królików. Profesorem nadzwyczajnym został w 1946, a w 1962 profesorem zwyczajnym. W roku akademickim 1947/1948 był prodziekanem, a w latach 1948-1950 dziekanem Wydziału Weterynaryjnego UMCS w Lublinie.
Prof. Żuliński pozostawił bogaty dorobek naukowy w postaci licznych skryptów i podręczników oraz 60 prac naukowych z zakresu anatomii patologicznej zwierząt. Był autorem pierwszego w języku polskim oryginalnego podręcznika pt. Diagnostyka sekcyjna zwierząt domowych oraz współautorem podręcznika pt. Ogólna anatomia patologiczna zwierząt domowych. Był promotorem 16 przewodów doktorskich oraz dwóch przewodów habilitacyjnych. Pięciu spośród jego uczniów uzyskało tytuł profesora i pełni/pełniło funkcje kierownicze w instytucjach naukowych w Lublinie, Puławach i Olsztynie.
Został odznaczony Złotym Krzyżem Zasługi (1950).
Był żonaty z Marią (Marylą) z domu Hoff (córka Mariana Ludwika Hoffa, siostra prof. Tadeusza Hoffa, po II wojnie nauczycielka geografii w liceum w Puławach). Oboje mieli córkę Wandę (ur. ok. 1937). Podczas II wojny światowej zamieszkiwał z rodziną we Lwowie przy ul. Węglińskich 15.
Został pochowany na lubelskim cmentarzu przy ul. Lipowej.